# 費邊·泰曼
費邊·泰曼（英語：Fabian Thylmann，1978年6月5日—）是德國企業家，曾是網路色情聯合企業Manwin（現在的MindGeek）的創辦人與合夥管理人，他在2013年10月出售了自己持有的該公司股份，該公司是當時世界上最大的色情網站營運商。之後，他在比利時布魯塞爾擔任新創公司的天使投資者。

## 生平與事業
泰曼生於德國亞琛，已婚並育有兩個孩子。他從17歲開始從事電腦程式設計，1990年代後期，他開發出NATS（次世代會員追蹤軟體 Next-generation Affiliate Tracking Software）這個系統可以讓網站營運商追蹤用戶點擊了網站內的哪些連結和廣告，因此可以讓營運商向廣告商收取費用。泰曼用NATS賺來的錢收購一些網路色情公司，並在2010年3月收購Mensef和Interhub，成立了Manwin，Manwin收購了Pornhub、YouPorn、RedTube、Brazzers、Twistys.com、Mofos等色情網站。

### 出售Manwin
2013年10月，泰曼以7300萬歐元的價碼出售了Manwin，理由不明。

他在出售Manwin後，於給員工的信中提到

我不得不遺憾地表示，我已經決定出售Manwin給Manwin的最高管理團隊。請相信我，此決定對我妻子及我本人而言，都是一生中最艱難的決定之一。……（中略）……我認為自己已經到了無法再增進Manwin最大價值的階段。我希望我已經向管理階層闡明了我的價值觀，以便他們能以最好的方式經營公司，我期望公司能夠昌隆。

### 引渡與起訴
2012年12月，泰曼因為涉嫌逃稅而被比利時引渡到德國，根據報導，他否認自己逃稅，但也未對引渡令表示反對。2015年4月，泰曼受到德國科隆聯邦檢察官的逃稅指控，並予以起訴。泰曼支付了3100萬歐元，讓指控被撤銷，但另一個案件中他被處以緩刑。

## 外部連結
- 費邊·泰曼的X（前Twitter）